# ولنتاین (آریزونا)
ولنتاین (به انگلیسی: Valentine) یک منطقهٔ مسکونی در ایالات متحده آمریکا است که در شهرستان موهاوی، آریزونا واقع شده‌است. ولنتاین ۴٫۱۳ کیلومتر مربع مساحت و ۲٬۳۸۰ نفر جمعیت دارد و ۱٬۱۵۸٫۸۶ متر بالاتر از سطح دریا واقع شده‌است.